# Léo Ferré
Léo Albert Charles Antoine Ferré (Monaco, 24 augustus 1916 – Castellina in Chianti, Toscane, Italië, 14 juli 1993) was een Monegaskische dichter, schrijver, componist, pianist en zanger. Hij was een dynamische en controversiële persoon. Zijn carrière strekte zich uit vanaf de Tweede Wereldoorlog tot zijn dood in 1993. Hij bracht circa veertig albums uit, waarvan hij zelf de muziek en het merendeel van de teksten schreef. Een aantal van zijn chansons behoren tot de klassiekers van de Franse zangkunst, zoals Avec le temps, C'est extra, Jolie Môme en Paris canaille.

## Zijn jeugd
Léo Ferré was de zoon van Joseph Ferré, personeelsmanager bij het Monte Carlo Casino, en Marie Scotto, een Italiaanse coupeuse. Hij had nog een twee jaar oudere zus, Lucienne. Toen hij zeven jaar oud was, maakte Ferré als sopraan deel uit van het koor van de Kathedraal van Monaco. Via zijn oom van moederskant, Albert Scotto, voormalig violist en directeur van de Opera van Monte Carlo, maakte Ferré kennis met de klassieke muziek van o.a. Beethoven (gedirigeerd door Arturo Toscanini) en Maurice Ravel. De Opera van Monte Carlo maakt deel uit van het Monte Carlo Casino en werd in 1878-79 gebouwd door Charles Garnier. Met negen jaar werd Léo Ferré door zijn vader naar een katholieke kostschool in Italië gestuurd, waar hij zeven eenzame jaren zou doorbrengen. Gedurende deze tijd componeerde hij al een kyrie voor drie stemmen en een lied op het gedicht Soleils couchants van Paul Verlaine. Hij las in deze tijd ook werk van schrijvers als Voltaire, Charles Baudelaire, Paul Verlaine, Arthur Rimbaud en Stéphane Mallarmé, die door de broeders van de kostschool verboden waren. 
Zijn vader wilde niet dat Léo Ferré zich op het conservatorium liet inschrijven, dus vertrok Ferré in 1935 naar Parijs om daar rechten te gaan studeren. Gedurende deze periode leerde hij zichzelf piano spelen en ontwikkelde hij zijn schrijverstalent verder. In 1939 keerde hij terug naar Monaco met een diploma politieke wetenschappen op zak en werd in datzelfde jaar gemobiliseerd. In augustus 1940 werd hij gedemobiliseerd. Op 2 oktober 1943 trouwde Ferré in Issy-les-Moulineaux met Odette Schunck.

## Zijn eerste contract bij de platenmaatschappij Le Chant du Monde: 1947-1953
Aan het begin van de zomer van 1946 vertrok Léo Ferré definitief naar Parijs, waar hij voor drie maanden een contract had bij het bekende Parijse cabaret Le Boeuf sur le toit. Het werden zeven psychisch en financieel uitputtende jaren in Parijs, met uiteindelijk een klein stukje erkenning toen enkele bekende zangers en zangeressen, o.a. Édith Piaf, Henri Salvador en later ook Yves Montand en Les frères Jacques, zijn teksten gingen vertolken. Maar het was Catherine Sauvage die voor zijn doorbraak verantwoordelijk was. In 1947 sloot hij zijn eerste contract met de platenmaatschappij Le chant du monde, die gelieerd was aan de Franse Communistische Partij. In deze periode, 1947-1953, wist Ferré nog niet zeker of hij zanger wilde worden. Hij deed het puur uit noodzaak, om in zijn levensonderhoud te voorzien. In 1950 eindigde zijn eerste huwelijk met Odette Schunck in een echtscheiding en in dat jaar leerde hij Madeleine Rabereau kennen, met wie hij in 1952 trouwde. Madeleine werd zijn muse. Zij gaf zijn leven en zijn carrière een nieuwe impuls. Hij ging met haar en haar dochtertje, Annie Bizy Buton, samenwonen aan de boulevard Pershing. Hij vernieuwde zijn contract met Le Chant du Monde en nam veertien liedjes op, waarvan er twaalf op 78 toerenplaat werden uitgebracht. In 1952 schreef Ferré het libretto en de muziek voor een opera La Vie d’artiste. Hier was Ferré echter niet tevreden mee en hij ging verder met andere projecten. 

## De jaren bij de platenmaatschappij Odéon: 1953-1958
In 1953 tekende Ferré een nieuw contract met de platenmaatschappij Odéon, die Ferrés eerste commerciële succes Paris canaille (Schofterig Parijs) uitbracht in 1953 op het album met dezelfde naam. De meeste teksten en de muziek werden geschreven door Léo Ferré. Dankzij het chanson Paris Canaille was Ferré eindelijk uit de financiële problemen. Paris canaille werd vooral beroemd door Catherine Sauvage. Op dit album staat ook het chanson Le Pont Mirabeau, gebaseerd op een gedicht uit 1912 van Guillaume Apollinaire, waarbij het verdwijnen van de liefde in de loop der tijd vergeleken wordt met het water van de Seine die onder de Pont Mirabeau in Parijs stroomt: Sous le pont Mirabeau coule la Seine / Et nos amours / Faut-il qu’il m’en souvienne / La joie venait toujours après la peine. (Nederlands: Onder de Mirabeau brug stroomt de Seine / en onze liefdes / Moet ik me die herinneren / Het plezier kwam altijd na de pijn.)
In 1954 waren er optredens in het Olympia, in het voorprogramma van Josephine Baker. In 1956 schreef en componeerde hij La Nuit, een ballet met zang in opdracht van de choreograaf Roland Petit. Het stuk was geen succes.

## De jaren bij de platenmaatschappijBarclay

#### 1960-1968
In 1959 had Léo Ferré geen contract bij een platenmaatschappij, maar hij bleef heel actief. In september van dat jaar vertolkte Ferré de eerste versie van het chanson L’Age d’or. Ook schreef hij in deze periode 51 chansons. In 1960 tekende hij een contract met Eddie Barclay, een Franse producer die veel artiesten ontdekte en bekend maakte, zoals Dalida, Charles Aznavour en Mireille Mathieu. Van 1960 tot 1970 werkte Léo Ferré samen met de pianist, componist en dirigent Jean-Michel Defaye, wiens smaak en vaardigheden op het gebied van klassieke muziek overeenkwamen met die van Ferré. 
In 1961 verscheen het album Les Chansons d’Aragon chanté par Léo Ferré. De muziek was geschreven door Ferré. Louis Aragon (1897-1982) leefde toen nog, was ook nog actief, maar als lid van de Franse Communistische Partij ook controversieel. 
Ferré was afwisselend sarcastisch, bitter, spottend (Les Parisiens), antimilitaristisch (Miss guéguerre), ironisch en sexistisch (Les femmes), teder (Nous deux), romantisch (Vingt ans), een anarchist (Thank you Satan, 1961) die tekeer ging tegen zijn tijdperk. Sommige chansons waren op de radio verboden. In 2003 werd er postuum een album uitgebracht met de naam Les Chansons interdites ... et autres. Dit album Verboden liedjes en andere was in 1961 opgenomen, waarvan acht titels door zelfcensuur van de platenmaatschappij Barclay nooit eerder waren uitgebracht. 
Tussen 1963 en 1968 woonde Léo Ferré met zijn echtgenote Madeleine Rabereau in het Franse departement Lot, waar hij een kasteel Chateau de Pechrigal uit de zestiende eeuw had gekocht. Hier leefden ze samen met veel dieren, o.a. de vrouwtjes chimpansee Pépée die ze in 1961 hadden gekocht. Ze behandelden Pépée als hun dochter. Ze had een eigen kamer, speeltjes, ze at met hen aan tafel, reed auto terwijl ze op schoot zat van Léo Ferré.

#### 1968-1974
In 1968 ontstond er een breuk tussen Léo Ferré en Madeleine Rabereau. In het trieste chanson Avec le temps beschreef Léo Ferré in 1969 zijn diepe en bittere teleurstelling in de liefde. Léo Ferré gaf Madeleine de schuld van de dood in 1968 van hun chimpansee Pépée. Pépée was in het voorjaar van 1968 in het bijzijn van Léo Ferré uit een boom gevallen en was ernstig gewond geraakt. Léo Ferré had toen al een buitenechtelijke relatie met Marie-Christine Diaz, met wie hij, na de echtscheiding van Madeleine Rabereau, in 1974 zou trouwen. Sinds de val was Pépée niet meer benaderbaar. Toen Léo Ferré na een optreden in maart 1968 niet naar huis kwam, vroeg een radeloze Madeleine aan een buurman om Pépée dood te schieten. Avec le temps werd pas in 1971 uitgebracht op een 45 toerenplaat. 
Ondertussen was zijn succes enorm toegenomen onder de Franse jeugd, die in hem de dichter/profeet zag die hun eigen rebelse gevoelens onder woorden bracht. Het was ook een moeilijke tijd voor Ferré, want zijn tegenstanders, die "Gauchisten" werden genoemd, verstoorden zijn optredens. Met de kleinerende term "Gauchisten" werden de aanhangers van het Trotskisme aangeduid, in Frankrijk ook nu nog populair. In 1969 verhuisde Léo Ferré naar Toscane in Italië. Met zijn derde echtgenote Marie-Christine Diaz kreeg hij drie kinderen. In 1974 volgde na een aantal aanvaringen een definitieve breuk met Barclay.

## De Toscaanse jaren: 1975-1993
In 1975 dirigeerde hij ter gelegenheid van zijn album Ferré muet dirige diverse orkesten zoals het Orchestre Philharmonique Royal de Liège, het Orchestre Pasdeloup in het Palais des congrès de Paris, waarbij hij ook zong. In 1976 tekende Ferré een platencontract met CBS. Dit werd het laatste contract dat hij afsloot, want in 1979 besloot Ferré om zelf zijn platen uit te brengen. In eigen productie verscheen in 1983 ook L’Opéra du pauvre die twee uur en zeventien minuten duurde, en de L’Opera des rats. Nog altijd heel actief ging hij op een marathon-tournee in Frankrijk, Duitsland, Oostenrijk, Italië, België, Canada en Japan. Vanaf 1990 sloot Ferré al zijn optredens af met Avec le temps, waarbij hij het publiek vroeg om niet te applaudisseren om vervolgens in stilte het podium te verlaten, zonder weer terug te komen.
Het laatste optreden van Léo Ferré was op 13 september 1992 tijdens het "Fête de l’Humanité" (ook wel: "Fête de la Révolution" genoemd).
Op 14 juli 1993 overleed Léo Ferré thuis in Toscane op 76-jarige leeftijd. Hij werd in besloten kring begraven op de begraafplaats in Monaco, waar ook Joséphine Baker, Anthony Burgess en Roger Moore begraven zijn.

## Politiek engagement
Vanaf 1948 maakte Léo Ferré deel uit van het libertaire (anarchistische) circuit in Parijs en nam deel aan alle optredens die werden georganiseerd door de anarchistische krant "Le Libertaire" en de Franse Fédération anarchiste, die deel uitmaakt van de Internationale van Anarchistische Federaties. Tijdens zijn leven weigerde Ferré in 1986 om de Grand Prix de la chanson française te ontvangen. Ook weigerde hij de rang van commandeur in de Franse Orde van Kunsten en Letteren. 

## Divers
In Nederland worden Ferré's chansons onder meer vertolkt door Wende Snijders.

## Discografie
- 1953: Paris canaille
- 1954: Chansons de Léo Ferré
- 1954: Le Piano du pauvre
- 1955: Le Guinche
- 1955: Récital Léo Ferré à l'Olympia (live)
- 1957: Les Fleurs du mal
- 1957: La Chanson du mal-aimé
- 1958: Léo Ferré à Bobino (live)
- 1958: Encore du Léo Ferré
- 1960: Paname
- 1960: Comme à Ostende (novembre)
- 1961: Les Chansons d'Aragon
- 1961: Les chansons interdites… et autres
- 1961: Récital à l'Alhambra (live)
- 1962: La Langue française
- 1964: Ferré 64
- 1964: Verlaine et Rimbaud chantés par Léo Ferré
- 1966:  Léo Ferré 1916-19…
- 1967: Cette chanson (la Marseillaise)
- 1967: Léo Ferré chante Baudelaire
- 1969: L'Été 68
- 1969: Récital à Bobino, 1969 (live)
- 1969: Les Douze Premières Chansons de Léo Ferré
- 1970: Amour Anarchie
- 1971: La Solitude
- 1972: La Chanson du Mal-Aimé, de Guillaume Apollinaire
- 1972: La Solitudine
- 1973: Il n'y a plus rien
- 1973: Seul en scène (Olympia 72, live)
- 1973: Et… basta !
- 1974: L'Espoir
- 1975: Ferré muet…
- 1976: Je te donne
- 1977: La musica mi prende come l'Amore
- 1977: La Frime
- 1979: Il est six heures ici et midi à New York
- 1980: La Violence et l'Ennui
- 1982: L'Imaginaire
- 1983: L'Opéra du pauvre
- 1984: Léo Ferré au Théâtre des Champs-Élysées (live)
- 1985: Les Loubards
- 1986: On n'est pas sérieux quand on a dix-sept ans
- 1988: Léo Ferré en public au TLP Déjazet (live)
- 1990: Les Vieux Copains
- 1991: Une saison en enfer

### Postume releases
- 1993: Alors, Léo... (TLP Déjazet 90, live)
- 1998: La Vie d'artiste : les années Le Chant du Monde 1947–1953
- 2000: Métamec
- 2000: Le Temps des roses rouges
- 2001: Sur la scène (Lausanne 73, live)
- 2001: Un chien à Montreux (Montreux 73, CD maxi, live)
- 2004: De sac et de cordes
- 2004: Maudits soient-ils !
- 2006: La Mauvaise Graine
- 2008: Les Fleurs du mal, suite et fin
- 2018: Je parle à n'importe qui